# 巴尔瓦林
巴尔瓦林（西班牙語：Barbarin）是西班牙纳瓦拉的一个市镇。总面积8平方公里，总人口93人（2001年），人口密度12人/平方公里。